# Rettungskonzept
Ein Rettungskonzept oder eine Einsatzstrategie beschreibt das Vorgehen von Einsatzkräften des Rettungsdienstes beim Ergreifen ihrer Maßnahmen im Notfall.
Die Anwendung der einzelnen Konzepte ist abhängig von
- der Einschätzung des Rettungsfachpersonals am Einsatzort
- der Situation am Einsatzort
- der Ausbildung des Rettungsfachpersonals
- der Ausstattung des Rettungsmittels vor Ort
- der Möglichkeiten und Notwendigkeiten des Transportes
- regionalen Vorschriften / Strategien auf Landes- oder Bundesebene

Sie werden mit englischen Begriffen charakterisiert. Ihre Anwendung wird konzeptionell geplant, aber kann individuell entschieden werden.

## Strategien

### Load and Go
Übersetzt etwa einladen und fahren, auch Scoop and Run (etwa aufsammeln und abhauen) genannt: Der Rettungsdienst versucht den Patienten schnellstmöglich vom Einsatzort ins Krankenhaus zu bringen. Vor Ort werden kaum Maßnahmen gesetzt. Dieses Konzept wird vor allem angewandt, wenn eine adäquate Versorgung des Patienten am Notfallort nicht möglich ist bzw. die Durchführung von medizinischen Maßnahmen im Krankenhaus ungebührlich verzögern würde:
- Erkrankungen oder Verletzungen, die präklinisch nicht beherrscht werden können (z. B. innere Blutungen) bzw. nur ein geringes Zeitfenster für weiterführende therapeutische Maßnahmen im Krankenhaus erlauben
- Situation am Notfallort, die sofortigen Transport verlangt (z. B. im militärischen Bereich, hier MedEvac bzw. CasEvac genannt)
- Mangelnde diagnostische oder therapeutische Möglichkeiten des Rettungsdienstes

Der (in den Anfangszeiten des Rettungsdienstes übliche) Extremfall, dass der Rettungswagen nur mit einem einzigen Mitarbeiter besetzt ist und sich die Versorgung während der Fahrt notgedrungen auf die Beobachtung des Patienten im Rückspiegel beschränkt, wird auch als Rückspiegelrettung bezeichnet.

### Stay and Play
Übersetzt etwa bleiben und spielen: Der Rettungsdienst bleibt so lange vor Ort, bis der Patient aus medizinischer Sicht möglichst ohne Einschränkungen transportfähig ist. Das Rettungsfachpersonal stabilisiert den Zustand des Patienten und versucht, eine möglichst umfassende Anamnese zu erheben und Therapie einzuleiten, bevor der Patient transportiert wird. So kommen unter Umständen erhebliche Versorgungszeiten am Notfallort bzw. nach dem Verbringen des Patienten in den Rettungswagen zustande.
Inzwischen wird das Konzept von Medizinern als überholt betrachtet, international jedoch gelegentlich noch praktiziert. Nach Stand der Wissenschaft müssen prähospital nicht zu stabilisierende Patienten schnellstmöglich transportiert werden, um das Ausrüstungsdefizit des Notarztdienstes gegenüber der Notaufnahme im Krankenhaus ausgleichen zu können.
Prominentes Beispiel für ein unter Umständen durch schnelleren Transport zu rettendes Leben ist Prinzessin Diana. Das in Frankreich angewandte Rettungskonzept „Stay and Play“, zusammen mit der anschließenden Rettungsfahrt im Schritttempo führte zu einer Ankunft im Krankenhaus nach einer Stunde und vierzig Minuten – bei sechs Kilometer Strecke –, zu spät, um inneren Blutungen entgegenwirken zu können.

### Treat and Run
Übersetzt etwa versorgen und laufen, auch Treat in Street, sinngemäß unterwegs versorgen: Die aktuelle, grundsätzliche Rettungsphilosophie stellt eine Kombination der zuvor genannten Strategien dar. Ziel ist das möglichst schnelle Erreichen des Krankenhauses, ohne aber nötige Maßnahmen zu verabsäumen:
- die Zeit an der Einsatzstelle wird so kurz wie möglich gehalten (etwa 15, maximal 20 Minuten)
- Diagnostik und Therapie am Notfallort beschränken sich auf lebensrettende Maßnahmen
- weiterführende Maßnahmen werden während des Transportes durchgeführt

## Anwendungsgebiete
Die Präferenz eines Systems schließt das andere nicht automatisch aus, die Einsatztaktik richtet sich immer nach der aktuellen Situation.
Während man in Paramedic-gestützten Systemen (z. B. USA, Kanada, Großbritannien) eher Wert auf raschen Transport legt, ist Stay and Play bei Notarzt-gestützten Rettungsdiensten weit verbreitet, vor allem im frankogermanischen Raum. Der Trend geht aber in beiden Fällen in Richtung Treat and Run.